# Lee Carroll
Lee Carroll (...) è un esoterista, oratore e scrittore New Age statunitense.

## Entità angelica
Carroll sostiene di ricevere dei messaggi, attraverso la tecnica del channeling, da una presunta "entità angelica" che chiama Kryon.
Carroll iniziò a pubblicare i presunti messaggi di Kryon nel 1989, abbandonando repentinamente la sua precedente attività di tecnico del suono. Secondo Carroll, Kryon sarebbe un essere amorevole simile all'Arcangelo Gabriele, proveniente dalla "Sorgente" (o "Sole Centrale"), il cui compito sarebbe assistere l'evoluzione della Terra e dell'umanità, tra l'altro ricalibrando periodicamente il campo geomagnetico terrestre.
Con l'aiuto della sua compagna Jane Tober, Carroll ha pubblicato numerosi libri (soprattutto sulle rivelazioni di Kryon) e tiene regolarmente conferenze, in diversi paesi, su questi temi. I suoi libri sono stati tradotti in oltre venti lingue.
Uno dei temi che ha contribuito maggiormente alla popolarità di Carroll e Tober è quello dei bambini indaco, una presunta generazione di bambini dotati a loro dire di speciali poteri e capacità. Carroll e Tober hanno iniziato a trattare questo argomento (traendo spunto dalle opere di un'altra sensitiva, Nancy Ann Tappe) alla fine degli anni novanta, nel periodo della polemica sul trattamento farmacologico dei bambini problematici nelle scuole statunitensi.

## Criticismo
Il movimento intorno a Kryon, Lee Carroll e i suoi libri sono stati citati in varie pubblicazioni ufficiali del CIAOSN belga (Centre d'information et d'avis sur les organisations sectaires nuisibles, 'Centro d'Informazione e Avviso sulle Organizzazioni Settarie Nocive'). Il CIAOSN è stato creato in seguito a una raccomandazione della Commissione Reale (House of Representatives, sessione 1996-1997).
Secondo l'associazione francese UNADFI ('Unione Nazionale di Associazioni di Difesa delle Famiglie e degli Individui Vittime di Sette'), l'insistenza sui tratti caratteristici dei «bambini indaco» potrebbe allontanare gli adepti di Kryon dalla medicina classica.
Dal 2004, vari mezzi di comunicazione francesi (Le Monde de l'éducation, Le Canard enchaîné, le Nouvel Observateur) hanno denunciato le attività di Lee Caroll come "ciarlattanismo" e abuso di debolezza.
In Francia, le attività di Lee Caroll e i suoi adepti sono seguite dalla Missione Interministeriale di Vigilanza e di Lotta contro le Derive Settarie (MIVILUDES).